# Franz Boerner
Franz Boerner (* 9. Mai 1897 in Berlin; † 1. März 1975 in Darmstadt) war ein deutscher Botaniker und Leiter des Botanischen Gartens in Darmstadt.

## Leben
Franz Boerner wurde in Berlin geboren und ging im Stadtteil Berlin-Lichterfelde zur Schule. Dort soll er bereits als Schüler regelmäßig den Botanischen Garten besucht haben. Da seine Eltern ein Studium der Botanik ablehnten, machte er eine Ausbildung zum Gärtner. Er nahm als Soldat am Ersten Weltkrieg teil. Anschließend studierte er Gartenbauingenieur an der Höheren Lehr- und Forschungsanstalt (LuFA) in Berlin-Dahlem. In seiner Ausbildung kam er u. a. mit den Botanikern Paul Friedrich August Ascherson, Karl Otto Graebner und Adolf Engler in Berührung.
Nach dem Abschluss der Ausbildung verbrachte er eine kurze Zeit bei der Landwirtschaftskammer, Hauptstelle für Pflanzenschutz in Berlin. Auf Vermittlung eines Bekannten wurde ihm 1923 die Stellung eines „Hortulanus doctus“ im Botanischen Garten in Dorpat in Estland angeboten. Er verbrachte in Estland sieben Jahre und kehrte 1930 nach Deutschland zurück. In Estland bereiste er das Land und alle wichtigen Parks. Ab 1930 arbeitete er bei der Baumschule Späth in Berlin, der damals größten Baumschule der Welt.
Weitere berufliche Stationen waren ab 1935 der Botanische Garten in Göttingen sowie ab 1939 die Gesellschaft Reichsarboretum e.V. Die Gründung dieser Gesellschaft erfolgte am 25. August 1938 in Frankfurt am Main. Präsident der Gesellschaft war Ministerialdirigent Heinrich Eberts vom Reichsforstamt in Berlin, Vizepräsident war der Präsident der Deutschen Dendrologischen Gesellschaft e. V., Herr von Friedrich-Schroeter. Boerner leitete die Geschäftsstelle in Frankfurt am Main, die ab 1939 in der ehemaligen Villa Hoffmann, Bockenheimer Landstraße 102 untergebracht war. Die Gesellschaft Reichsarboretum e.V. betrieb im Haus eine wissenschaftliche Einrichtung zur Gehölzkunde mit einer Sammlung von Büchern, Bildern und Exponaten zum Thema. Die Gesellschaft war insbesondere mit der Planung und dem Aufbau einer 300 Hektar großen pflanzengeographischen Gehölzsammlung befasst. Verträge zur Einrichtung entsprechender Teilarboreten wurden mit den Städten bzw. Botanischen Gärten in Frankfurt am Main, Darmstadt, Köln und Karlsruhe geschlossen.
Dadurch ergab sich ein enger Kontakt zwischen Franz Boerner und Friedrich Wilhelm Kesselring, dem Leiter des Botanischen Gartens in Darmstadt.
Am 8. Februar 1947 fand in einem Rektoratszimmer der TH Darmstadt eine erste Besprechung nach dem Zweiten Weltkrieg statt. An dieser Besprechung nahmen u. a. Franz Boerner von der Geschäftsstelle der Gesellschaft Reichsarboretum e.V., Carl Alwin Schenck, Oberlandforstmeister aus Lindenfels, Wilhelm Fabricius, Forstmeister aus Weinheim sowie Max Bromme, Direktor a. D. des Palmengartens in Frankfurt teil. Die Bemühungen wurden schließlich eingestellt.
Franz Boerner wurde 1947 Inspektor des Botanischen Gartens in Darmstadt. Er trat damit die Nachfolge von Friedrich Wilhelm Kesselring an. Er bewohnte mit seiner Familie bis zu seiner Pensionierung 1965 die erste Etage des 1902 von Karl Hofmann im Heimatstil erbauten Verwaltungsgebäudes.
Boerner wurde im Alter von 17 Jahren Mitglied in der Deutschen Dendrologischen Gesellschaft. Er war von 1939 bis 1953 Geschäftsführer dieser Gesellschaft und von 1961 bis 1971 Präsident der DDG und bis zu seinem Tod deren Ehrenpräsident. Er war zudem Mitbegründer der International Dendrology Society (IDS).
Er wurde 1954 Mitglied der Darmstädter Freimaurerloge Zum flammenden Schwert, die der Großen Landesloge der Freimaurer von Deutschland angehört.
Franz Boerner wurde 1965, nach zwanzigjähriger Tätigkeit als Leiter des Botanischen Gartens, im Alter von 68 Jahren pensioniert. Er blieb dem Botanischen Garten auch danach verbunden. Von 1969 bis zu seinem Tod nutzte er das 1907 erbaute alte Pumpenhäuschen nahe dem Alpinum.
Franz Boerner starb nach längerem Leiden im März 1975 im 78. Lebensjahr. Er wurde auf dem Alten Friedhof in Darmstadt begraben. Er war seit 1924 mit Bertel Boerner geb. Schwenke (1895–?) verheiratet. Aus der Ehe sind zwei Töchter und ein Sohn hervorgegangen.

## Ehrungen
- 1967: Johann-Heinrich-Merck-Ehrung der Stadt Darmstadt
- 1967: Pflanzung eines Baumes (chinesisches Rotholz) auf dem Gelände der Bundesgartenschau in Karlsruhe

## Veröffentlichungen
- 1938: Laubgehölze, Rosen und Nadelgehölze, Nordhausen am Harz.
- 1951: Taschenwörterbuch der botanischen Pflanzennamen, Berlin.
- 1951: Gehölzschnitt, Stuttgart.
- 1954: Blütengehölze für Garten und Park, Darmstadt.
- 1959: Gartengehölze von A bis Z, Darmstadt.
- 1956: Das nieverlorene Paradies (zus. mit Max Mezger), Berlin.
- Neubearbeitung der Fitschenschen Gehölzflora
- 1969: Nadelgehölze für Garten und Park, Stuttgart.